# Lista de condados do Wisconsin

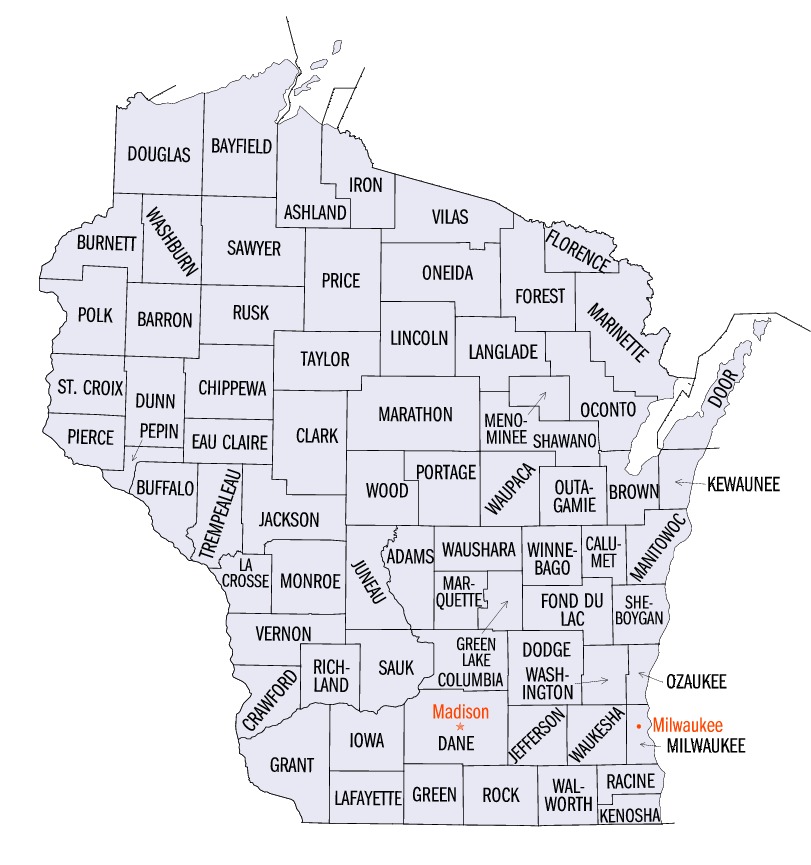
Mapa dos condados do Wisconsin

A seguir, lista dos 72 condados do Wisconsin.
| - Adams - Ashland - Barron - Bayfield - Brown - Buffalo - Burnett - Calumet - Chippewa - Clark - Columbia - Crawford - Dane - Dodge - Door - Douglas - Dunn - Eau Claire | - Florence - Fond du Lac - Forest - Grant - Green Lake - Green - Iowa - Iron - Jackson - Jefferson - Juneau - Kenosha - Kewaunee - La Crosse - Lafayette - Langlade - Lincoln - Manitowoc | - Marathon - Marinette - Marquette - Menominee - Milwaukee - Monroe - Oconto - Oneida - Outagamie - Ozaukee - Pepin - Pierce - Polk - Portage - Price - Racine - Richland - Rock | - Rusk - Sauk - Sawyer - Shawano - Sheboygan - St. Croix - Taylor - Trempealeau - Vernon - Vilas - Walworth - Washburn - Washington - Waukesha - Waupaca - Waushara - Winnebago - Wood |